# Kuurne-Bruxelles-Kuurne 1956
La Kuurne-Bruxelles-Kuurne 1956, dodicesima edizione della corsa, si svolse il 4 marzo su un percorso di 187 km, con partenza e arrivo a Kuurne. Fu vinta dal belga Henri Denys della squadra Bertin-Huret davanti all'olandese Wim van Est e all'altro belga Briek Schotte.

## Ordine d'arrivo (Top 10)
| Pos. | Corridore             | Squadra                  | Tempo    |
| ---- | --------------------- | ------------------------ | -------- |
| 1    | Henri Denys           | Bertin-Huret             | 5h20'00" |
| 2    | Wim van Est           | Faema-Guerra             | s.t.     |
| 3    | Briek Schotte         | Faema-Guerra             | s.t.     |
| 4    | Gilbert Scodeller     | Helyett-Potin-Hutchinson | s.t.     |
| 5    | Jef Planckaert        | Elve-Peugeot             | s.t.     |
| 6    | Richard Van Genechten | Elve-Peugeot             | s.t.     |
| 7    | André Messelis        | Plume-Vainqueur          | s.t.     |
| 8    | Jozef De Feyter       | Libertas-Huret           | a 1'10"  |
| 9    | Lucien Victor         | Bertin-Huret             | s.t.     |
| 10   | Leopold Schaeken      | Plume Sport              | s.t.     |